# Joachim Seyffarth
Joachim Seyffarth (* 28. Dezember 1928 in Chemnitz; † 10. Dezember 2014 in Mühlbach) war ein deutscher Heimatforscher, Denkmalpfleger und Fotograf.

## Leben
Der Ingenieur Seyffarth beschäftigte sich seit seiner Jugend mit der Regionalgeschichte des Erzgebirges und der Stadt Chemnitz. Ab 1963 publizierte er zahlreiche Aufsätze in der Lokalpresse und in regionalen Periodika. Bleibende Verdienste erlangte er gemeinsam mit seiner Ehefrau, der Fotografin Edith Seyffarth (* 1932), bei der Suche nach der Burg Greifenstein sowie der Rekonstruktion der mechanischen Werkstatt des Frohnauer Hammers. Viele seiner Veröffentlichungen standen thematisch unter dem Motto: „Geschichten um vergessene Denkmale“, was auch der Titel seines sechsbändigen Hauptwerkes war. Er gehörte seit 1998 dem Redaktionsbeirat der Erzgebirgischen Heimatblätter an, in denen er regelmäßig publizierte. Seyffarth lebte in Frankenberg/Sa.
An der Gründung des Industriemuseums Chemnitz war er zwischen 1991 und seinem Eintritt in den Ruhestand als Teil des Aufbaustabes maßgeblich beteiligt. Zuvor war beruflich im Forschungszentrum für Werkzeugmaschinenbau in Karl-Marx-Stadt als Experte für Technikgeschichte tätig. Sein Archiv zur Industriegeschichte der Region mit etwa 600 Einheiten an Fotos und Zeichnungen hatte er bereits 2001 als Vorlass dem Industriemuseum Chemnitz übergeben.

## Werke
- Bilder und Notizen zur Geschichte von Karl-Marx-Stadt, Karl-Marx-Stadt 1981. DNB 880116439
- Edith Seyffarth, Joachim Seyffarth, Chemnitz: Fotografie; 30. Mai – 7. September 1990 (Fotoausstellung)
- Geschichten um vergessene Denkmale, Druck- und Verlagsgesellschaft Marienberg
  - Vom Blitz erschlagen – ermordet – verunglückt (Folge 1), 1996. ISBN 3-931770-06-0
  - Vom Blitz erschlagen – ermordet – verunglückt (Folge 2), 1998. ISBN 3-931770-13-3
  - Forscher – Fälscher und Fantasten  (Folge 3), 1999. ISBN 3-931770-24-9
  - Vom Blitz erschlagen – ermordet – verunglückt (Folge 4), 2000. ISBN 3-931770-31-1
  - Von Krieg und Not, vom „Schwarzen Tod“ (Folge 5), 2001. ISBN 3-931770-34-6
  - Von Krieg und Not, vom „Schwarzen Tod“ (Folge 6), 2002. ISBN 3-931770-40-0